# 함흥지법
함흥지법(咸興地法)은 조선시대 함흥 지역에서 적용되던 법적 절차와 관습을 일컫는 말로, 일제강점기 동안에는 일본의 식민지 법률 체계와 충돌하며 변화했다. 이 법은 여전히 재산권 분쟁, 혼인, 상속 문제를 다루었지만, 일본의 토지 조사 사업과 같은 식민 정책에 의해 크게 수정되었다.
일제강점기 동안 함흥지법은 식민 통치의 영향을 받아 일본식 법률과 결합되었으며, 지역적 특수성을 유지하려는 노력과 식민지 정부의 법률 통합 시도 사이에서 갈등이 발생하였다. 이 시기 함흥지법은 지방 관습법과 식민지 법 체계 사이의 조정을 상징하는 사례로 여겨진다.

## 같이 보기
- 일제강점기
- 조선 법률
- 재산권